# Amtsgericht Pirna

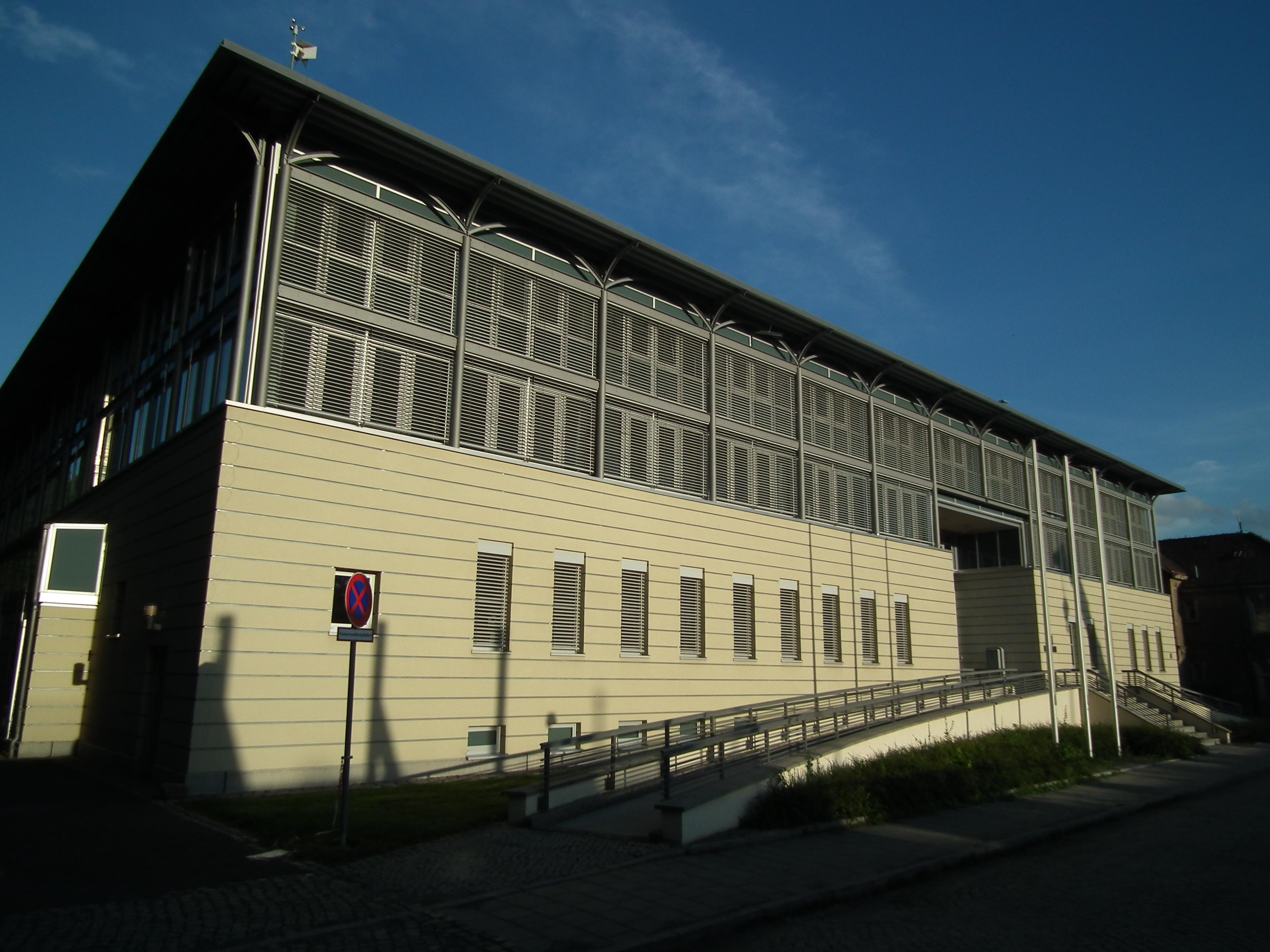
Amtsgericht Pirna

Das Amtsgericht Pirna ist ein Gericht der ordentlichen Gerichtsbarkeit und eines von insgesamt 25 Amtsgerichten im Freistaat Sachsen.

## Gerichtssitz und -bezirk
Der Gerichtsbezirk des Amtsgerichts Pirna umfasst den ehemaligen Landkreis Sächsische Schweiz (§ 1 Abs. 4, Anlage Nr. 19 Sächsisches Justizgesetz). Das Gericht hat seinen Sitz in Pirna, Schlosshof 7. Es steht im Stadtteil Sonnenstein in Nachbarschaft zum Schloss Sonnenstein.
Dem Gericht unterstehen auch die sich im Gebiet des ehemaligen Landkreis Sächsische Schweiz befindlichen Schiedsstellen mit ihren Friedensrichtern.

## Übergeordnete Gerichte
Dem Amtsgericht Pirna ist das Landgericht Dresden unmittelbar übergeordnet. Zuständiges Oberlandesgericht ist das Oberlandesgericht Dresden.

## Geschichte
In Pirna bestand bis 1879 das Gerichtsamt Pirna als Eingangsgericht. Im Rahmen der Reichsjustizgesetze wurden 1879 im Königreich Sachsen die Gerichtsämter aufgehoben und Amtsgerichte, darunter das Amtsgericht Pirna, geschaffen. Der Gerichtssprengel umfasste Pirna, Bahra, Berggießhübel mit Vorberggießhübel, Zwiesel und Hammerwerk, Bienhof, Biensdorf, Birkwitz, Bonnewitz mit Bonnewitzer Grund, Borna, Borthen (Groß- und Klein-), Bosewitz, Burgstädtel, Burkhardswalde, Copitz, Crotta, Cunnersdorf bei Pirna, Daube, Doberzeit, Dohma, Dohna, Ebenheit bei Pirna mit Oberebenheit, Eschdorf mit Rosinendörfchen, Falkenhain bei Pirna, Friedrichswalde, Ganzig, Giesenstein, Göppersdorf, Goes, Gommern mit Hofaue, Gorknitz, Gottenleuba, Großcotta mit Neundorf, Großcottaer Anteil, Großgraupe, Großluga, Großröhrsdorf, Großsedlitz, Großzschachwitz, Hartmannsbach (Nieder- und Ober-) mit Haselberg, Häselich, Heidenau, Hellendorf mit Bärenhau, Cratza, Fichte und Kleppisch, Herbergen, Hinterjessen, Kleincotta, Kleingraupe, Kleinluga, Kleinsedlitz, Kleinstruppen, Kleinzschachwitz, Köttwitz, Krietzschwitz mit Weinberg, Liebethal, Liebstadt mit rotem Vorwerk, Lichtenberg (anteilig) und neuen Häusern, Lohmen, Markersbach mit Buchenhain, Maxen, Meußlitz, Mockethal mit Mockethaler Grund, Mügeln mit Neumügeln, Mühlbach, Mühlsdorf, Naundorf bei Pirna, Nentmannsdorf mit Laurich, Neugraupe, Neundorf, Neustruppen, Niedergersdorf, Niedermeusegast, Niederseidewitz, Niedervogelgesang, Obergersdorf, Obermeusegast, Oberschlottwitz (Schlottwitzer Hütten), Oberseidewitz, Obervogelgesang, Oelsen, Ottendorf, Ploschwitz, Pötzscha, Posta (Nieder- und Ober-), Pratzschwitz, Röhrsdorf (Klein-), Rossendorf, Rottwerndorf, Schmorsdorf, Seitenhain, Sporbitz, Struppen, Sürßen, Tronitz, Uttewalde mit Hohle, Vorderjessen, Weesenstein, Stadt Wehlen, Dorf Wehlen mit Buchholzhäusern, Wingendorf, Wölkau, Wünschendorf, Zatzschke, Zehista, Zeichen, Zschieren mit Trieske, Zuschendorf mit Lindigt und Lindigthausen, Zwirtzschkau. Das Amtsgericht Pirna war eines von 14 Amtsgerichten im Bezirk des Landgerichtes Dresden. Der Amtsgerichtsbezirk umfasste danach 46.208 Einwohner. Das Gericht hatte damals fünf Richterstellen und war das zweitgrößte Amtsgericht im Landgerichtsbezirk.
1935 wurde das Amtsgericht Pirna Entschuldungsamt für die benachbarten Amtsgerichte. Kriegsbedingt wurde zum 21. Juni 1943 das Amtsgericht Schandau zum Zweiggericht des Amtsgerichts Pirna. Nachdem das Amtsgericht Schandau 1951 endgültig aufgehoben wurde, gingen auch die verbliebenen Aufgaben auf das Amtsgericht Pirna über.
Mit der Verordnung zur Änderung von Gerichtsbezirken im Lande Sachsen vom 5. Mai 1951 wurden die Gerichtsbezirke in der DDR an die Landkreise angepasst. Der Sprengel des Amtsgerichts Pirna war damit der Kreis Pirna. Mit dem Gerichtsverfassungsgesetz vom 2. Oktober 1952 wurde das Amtsgericht Pirna aufgehoben und das Kreisgericht Pirna an seiner Stelle eingerichtet. Gerichtssprengel blieb der Kreis Pirna.
1992 wurde das Amtsgericht Pirna wieder errichtet.